# Hundsjön, Västerbotten
Hundsjön är en sjö i Umeå kommun i Västerbotten och ingår i Umeälvens huvudavrinningsområde. Sjön är 25,3 meter djup, har en yta på 0,185 kvadratkilometer och är belägen 153 meter över havet. Sjön avvattnas av vattendraget Sotesbäcken. Vid provfiske har abborre, gers, gädda och nors fångats i sjön.

## Delavrinningsområde
Hundsjön ingår i det delavrinningsområde (711373-170344) som SMHI kallar för Utloppet av Hundsjön. Medelhöjden är 190 meter över havet och ytan är 3,92 kvadratkilometer. Det finns inga avrinningsområden uppströms utan avrinningsområdet är högsta punkten. Sotesbäcken som avvattnar avrinningsområdet har biflödesordning 4, vilket innebär att vattnet flödar genom totalt 4 vattendrag innan det når havet efter 64 kilometer. Avrinningsområdet består mestadels av skog (68 procent) och jordbruk (10 procent). Avrinningsområdet har 0,18 kvadratkilometer vattenytor vilket ger det en sjöprocent på 4,7 procent.